# Raging Bull (Six Flags Great America)
Raging Bull sont des méga montagnes russes et des hyper montagnes russes du parc Six Flags Great America, situé à Gurnee, dans l’Illinois, aux États-Unis.

## Statistiques
- Capacité : 1 560 personnes par heure
- Trains : 3 trains de 9 wagons. Les passagers sont placés par 4 sur un seul rang pour un total de 36 passagers par train.

## Awards
| Classement |  | 12 | 11 | 14 (ex æquo) | 17 | 14 | 9 | 11 | 12 | 11 |